# El Charco (kommun)
El Charco är en kommun i Colombia.   Den ligger i departementet Nariño, i den västra delen av landet, 500 km sydväst om huvudstaden Bogotá. Antalet invånare är 25 733.